# Đoàn Văn Quảng
Đoàn Văn Quảng (1923 - 1984) nguyên là một tướng lĩnh gốc Nhảy dù của Quân lực Việt Nam Cộng hòa, cấp bậc Thiếu tướng. Ông xuất thân từ trường Sĩ quan của Pháp và phục vụ quân đội từ thời Quân đội Pháp rồi đến Quân đội Quốc gia trong Liên hiệp Pháp (thời kỳ Quốc trưởng Bảo Đại làm Tổng chỉ huy), sau cùng là Quân đội Việt Nam Cộng hòa thời Đệ nhất Cộng hòa do Tổng thống Ngô Đình Diệm lãnh đạo (1955-1963), đến năm 1965 dưới thời Đệ nhị Cộng hòa, được đổi tên thành Quân lực Việt Nam Cộng hòa. Sau này ông từng giữ các chức vụ như Tư lệnh Sư đoàn Bộ binh, Tư lệnh Binh chủng Lực lượng Đặc biệt, rồi Chỉ huy trưởng cơ sở đào tạo nhân lực của quân đội.

## Tiểu sử & Binh nghiệp
Ông sinh ngày 16 tháng 9 năm 1923 trong một gia đình thương nhân tại Hải Dương, Bắc phần Việt Nam. Sau khi học hết bậc Tiểu học, lên bậc Trung học ông được vào trường Thiếu sinh quân Phủ Lạng Thương, Đáp Cầu, Bắc Ninh từ 1937. Năm 1943 ra trường ông được cấp chứng chỉ tốt nghiệp Phổ thông chương trình Pháp tương đương với bằng Tú tài bán phần (Part I).

### Quân đội Liên hiệp Pháp
Năm 1945, ông gia nhập vào Quân đội thuộc địa Pháp, mang số quân: 43/300.953. Theo học ở trường Sĩ quan Võ bị Pháp, tốt nghiệp với cấp bậc Thiếu úy hiện dịch. Ra trường, ông tình nguyện phục vụ trong Binh chủng Nhảy dù với chức vụ Trung đội trưởng. Đầu năm 1947, ông được thăng cấp Trung úy chuyển sang quy chế Quân đội Liên hiệp Pháp và được cử làm Chỉ huy trưởng đơn vị Biệt Động Đội đồn trú tại Bãi Cháy, Hòn Gai, Quảng Yên.

### Quân đội Quốc gia Việt Nam
Năm 1951, sau khi sáp nhập biên chế vào Quân đội Quốc gia, ông được thăng cấp Đại úy tại nhiệm. Đến đầu năm 1954, ông được thăng cấp Thiếu tá và được cử làm Tiểu đoàn trưởng Tiểu đoàn 2 Ngự lâm quân ở Đà Lạt do Đại tá Nguyễn Tuyên làm Chỉ huy trưởng.

### Quân đội Việt Nam Cộng hòa
Tháng 5 năm 1955, sau hơn một năm Thủ tướng Ngô Đình Diệm chấp chính, Tiểu đoàn Ngự lâm quân được giải tán và sáp nhập vào Quân đội Việt Nam Cộng hòa. Giữa năm này, ông được cử làm Tham mưu trưởng Quân khu Thủ đô do Đại tá Dương Văn Minh làm Tư lệnh. Giữa năm 1956 ông được thăng cấp Trung tá giữ chức vụ Chỉ huy trưởng Bộ chỉ huy Hành quân Đệ ngũ Quân khu ở Cần Thơ. Đầu năm 1958, ông được chuyển công tác ra Cao nguyên Trung phần, giữ chức vụ Tham mưu phó tại Bộ Tư lệnh Quân đoàn II do Thiếu tướng Tôn Thất Đính làm Tư lệnh.
Đầu tháng 1 năm 1959, ông được cử làm Trưởng phái đoàn công du viếng thăm các Trung tâm Huấn luyện Bộ binh Hoa Kỳ tại Hạ Uy Di (Hawaii). Cùng tháp tùng còn có 3 sĩ quan thuộc trường Hạ sĩ quan Đồng Đế là Đại úy Nguyễn Xuân Trường, Đại úy Nguyễn Tấn Oanh và Trung úy Võ Văn Chánh. Tháng 2, sau khi về nước, ông được bổ nhiệm chức vụ Chỉ huy trưởng trường Hạ sĩ quan Đồng Đế, Nha Trang thay thế Đại tá Nguyễn Thế Như.Tháng 9 cùng năm, ông bàn giao trường Hạ sĩ quan lại cho Trung tá Đặng Văn Sơn.Cuối năm, ông được chỉ định đi làm phó Tư lệnh Đệ ngũ Quân khu ở Cần Thơ. Giữa năm 1961, ông được cử chức vụ Tư lệnh phó Sư đoàn 9 Bộ binh do Đại tá Bùi Dinh làm Tư lệnh.
Ngày 7 tháng 11 năm 1963, sau cuộc đảo chính Tổng thống Ngô Đình Diệm, ông được bổ nhiệm làm Tư lệnh Sư đoàn 9 thay thế Đại tá Bùi Dinh, cũng trong tháng này ông được thăng cấp Đại tá tại nhiệm.
Đầu tháng 2 năm 1964, sau vụ Chỉnh lý các tướng lĩnh trong Hội đồng Quân nhân Cách mạng để giành quyền Lãnh đạo của tướng Nguyễn Khánh, ông được lệnh bàn giao Sư đoàn 9 lại cho Đại tá Vĩnh Lộc (nguyên Chỉ huy trưởng Bộ chỉ huy Thiết giáp). Giữa tháng 2, ông được cử làm Chỉ huy Biệt động quân Vùng 3 chiến Thuật kiêm Tư lệnh Biệt Khu Phước-Bình-Thành. Tháng 8 cùng năm, ông được bổ nhiệm chức vụ Tư lệnh Lực lượng Đặc Biệt thay thế Đại tá Phan Đình Thứ (tự Lam Sơn). Ngày Quốc khánh lần thứ nhất Đệ nhị Cộng hòa 1 tháng 11 cuối năm ông được thăng cấp Chuẩn tướng tại nhiệm.
Đầu năm 1966, ông được thăng cấp Thiếu tướng tại nhiệm. Cuối năm 1968, ông được cử làm Trưởng phái đoàn tham dự Hội nghị Lực lượng Đặc biệt Đông Nam Á tại Thành phố Naha, Okinawa, Nhật Bản. Tháp tùng phái đoàn còn có 2 Thiếu tá Phan Bá Kỳ và Nguyễn Quang Ngọc.
Tháng 6 năm 1969, ông nhận lệnh bàn giao Binh chủng Lực lượng Đặc biệt lại cho Đại tá Lam Sơn được tái bổ nhiệm. Ngay sau đó, ông được cử đi làm phụ tá Tư lệnh Quân đoàn II và Vùng 2 Chiến thuật.
Đầu tháng 6 năm 1972, ông được cử làm Chỉ huy trưởng Quân trường Quang Trung thay thế Thiếu tướng Hoàng Văn Lạc. Đến đầu năm 1973, ông được lệnh bàn giao Quân trường Quang Trung lại cho Thiếu tướng Phạm Văn Phú. Sau đó chuyển về Bộ Tổng tham mưu, ông được giữ chức vụ Phụ tá Tham mưu trưởng Bộ Tổng tham mưu cho đến cuối tháng 4 năm 1975.

## 1975
Sau ngày 30 tháng 4, ông bị Chính quyền Lâm thời Cộng hòa Miền Nam Việt Nam đưa đi học tập cải tạo.
Ngày 6 tháng 3 năm 1984, ông từ trần tại trại giam Nam Hà, Hà Nam Ninh. Hưởng thọ 61 tuổi. Thi hài ông được chôn tại khu vực ven trại tù, được các bạn tù lập bia ghi dấu.
Năm 1986, phu nhân ông bốc mộ và hỏa thiêu. Tháng 8 năm 1992, vợ và các con ông được xuất cảnh theo diện H.O do Chính phủ Hoa Kỳ bảo lãnh, di cốt của ông được mang theo đến nơi gia đình định cư tại Tiểu bang North Carolina, Hoa Kỳ.

## Gia đình
- Phu nhân: Bà Lê Thị Cẩm Vân

Ông bà có tám người con gồm 4 trai 4 gái.